# Здание Черниговской женской гимназии
Здание Черниговской женской гимназии или Здание бывшей женской гимназии, в которой в 1904—1911 годы училась С. И. Соколовская — участница борьбы за власть советов — памятник архитектуры и памятник истории местного значения в Чернигове. В настоящее время в здании размещается Черниговский областной художественный музей.

## История
Решением исполкома Черниговского областного совета народных депутатов от 26.03.1984 № 118 дому присвоен статус памятник архитектуры местного значения с охранным № 11-Чг. Здание имеет собственную «территорию памятника» и расположено в «комплексной охранной зоне памятников исторического центра города», согласно правилам застройки и использования территории. На здании установлена информационная доска.
Присвоен статус памятник истории местного значения с охранным № 2009 под названием Здание бывшей женской гимназии, в которой в 1904—1911 годы училась С. И. Соколовская — участница борьбы за власть советов.

## Описание
Дом построен в 1899 году на углу исторических Екатериновской и Гончей улиц (сейчас Музейная) с фасадом на сторону Гимназической площади, созданной в начале XIX века. Архитектор — Дмитрий Васильевич Савицкий. Каменный, 2-этажный на цоколе, П-образный в плане дом, с четырёхскатной крышей. Построен в традициях классицизма. За красную линию фасада выступает ризалит, который завершается горизонтальной линией аттика. Фасад украшен пилястрами. С северо-восточной стороны (со стороны Музейной улицы) пристроен объём.
В период 1899—1919 годы действовала Черниговская женская гимназия, с 1919 года в здании размещалась школа № 2 имени В. И. Ленина. Во время Великой Отечественной войны: в августе 1941 года здание было сожжено. Здание было восстановлено в конце 1943 года после освобождения Чернигова от немецкой оккупации. В 1979 году на фасаде здания была установлена мемориальная доска большевику Софье Ивановне Соколовской, которая училась в гимназии; ныне демонтирована. С 1983 года в здании размещается Черниговский областной художественный музей.
Мемориальные доски:
1. большевику, революционеру Софье Ивановне Соколовской — демонтирована[3] — на здании гимназии, где училась